# Soledad (Colombia)
Soledad è un comune della Colombia facente parte del dipartimento dell'Atlantico.
Il centro abitato venne fondato da Antonio Moreno Estupiñán nel 1598, mentre l'istituzione del comune è del 1813.